# 韋爾什諾瓦穆拉維卡
51°24′49″N 31°33′14″E / 51.41361°N 31.55389°E
韋爾什諾瓦穆拉維卡（烏克蘭語：Вершинова Муравійка），是烏克蘭北部的村莊，隸屬切爾尼希夫州的切爾尼希夫區。該村始建於1668年，面積1.69平方公里，海拔高度114米，2001年人口527，人口密度每平方公里311.1人。